# Il Pertini
Il Pertini è il centro culturale nonché biblioteca comunale di Cinisello Balsamo (Milano), Lombardia.

## Storia
La prima biblioteca a Cinisello, affiliata all'Unione provinciale delle biblioteche popolari, venne istituita dal Comune nel 1921, trovando sede in un locale al piano terreno del palazzo comunale.
A partire dagli stessi anni sia Cinisello che Balsamo disponevano inoltre di altre due biblioteche pubbliche, gestite dalle sezioni locali della Buona Stampa, organizzazione cattolica.
Fu solo a partire dal 1970 che il Comune istituì una biblioteca comunale vera e propria, avvalendosi di due sedi, una a Balsamo, l'altra a Cinisello. A partire dal 1975 vennero unificate in un unico organismo, la Biblioteca Civica con sede nell'ala settentrionale della Villa Ghirlanda Silva, acquistata l'anno precedente dal Comune.
Una seconda sede distaccata, denominata "centro multimediale", aperta nel 1996 e sita in via Verga, era specializzata inoltre nei materiali multimediali.

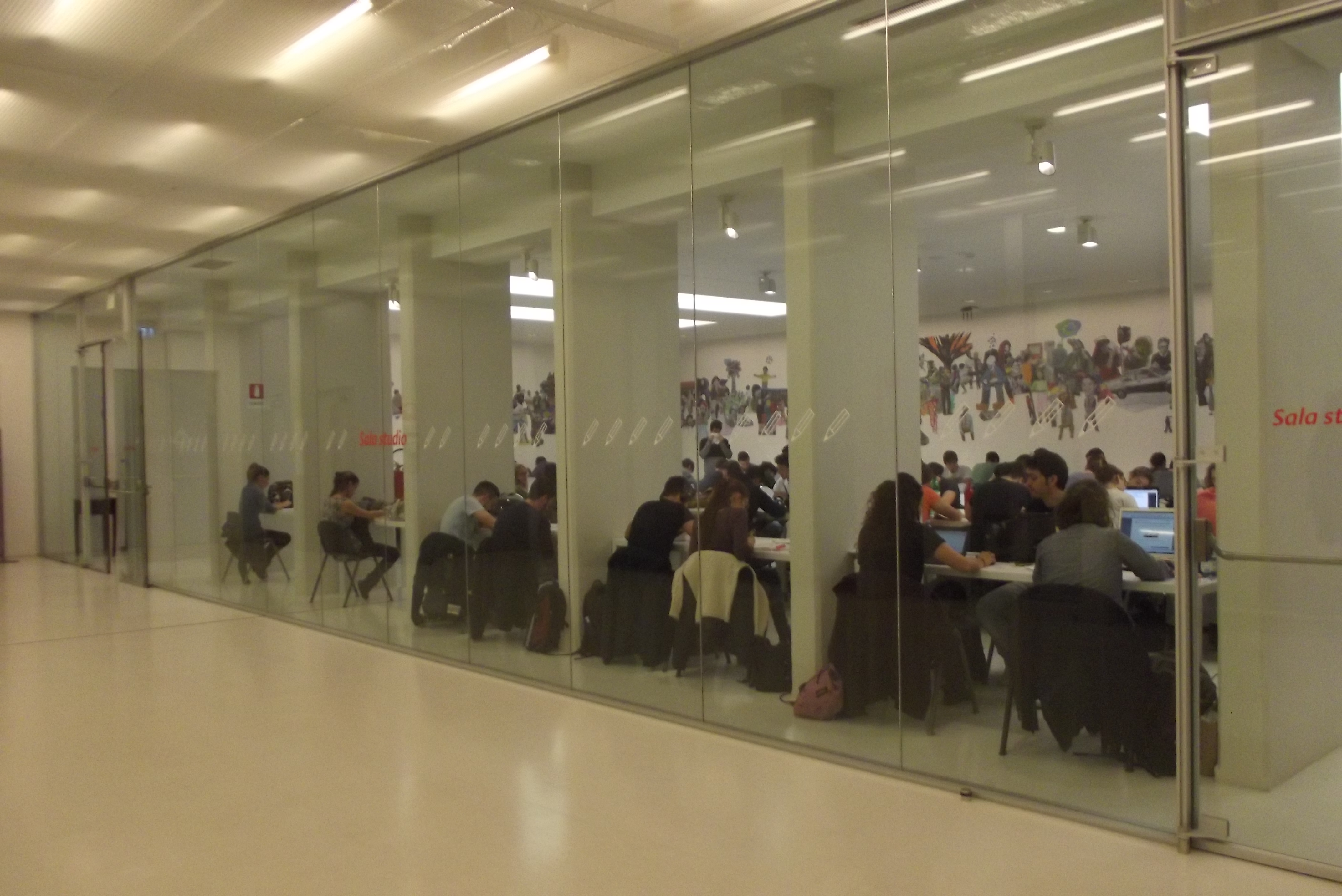
La sala studio del Centro culturale Il Pertini

## Oggi
Il Pertini, inaugurato il 21 settembre 2012, è sede della biblioteca comunale: 5.000 m² di superficie aperta al pubblico su quattro piani, 520 sedute, una sala studio, tre aule per laboratori e corsi, un auditorium (176 posti) e una sala incontri. Sia la Biblioteca che il Centro Multimediale vennero trasferiti al Pertini nel settembre 2012. Qui trova sede anche il Centro di Documentazione Storica (specializzato in ricerche di storia locale), l'Ufficio Cultura e attività organizzate dalle Politiche Giovanili del Comune, cui è destinato un ufficio apposito denominato HubOut. Nel 2021 apre inoltre una web radio TV, "Il Pertini Radio", diffusa sulla piattaforma Twitch e gestita da giovani del territorio.
È stato costruito sul perimetro della storica scuola Cadorna, di cui è stata mantenuta a titolo storico la facciata e intende essere la nuova piazza per la città, un'occasione di aggregazione, di incontro e di scambio. Ospita corsi, mostre ed altre iniziative culturali. Il cantante rap Vegas Jones ha donato al Pertini il proprio disco d'oro per l'album Bellaria; è esposto al pubblico al primo piano.
Accesso wifi gratuito, possibilità di navigare con PC messi a disposizione dalla biblioteca, ricca offerta di libri, riviste, CD e DVD, accesso a risorse digitali tramite MediaLibraryOnline, consultazione e richiesta documenti dal catalogo online.  Sede di corsi e riferimento per le associazioni di volontariato di Cinisello Balsamo. Incontro fisso del Gruppo Scacchi Cinisello il venerdì dalle 17 alle 19 e il sabato dalle 15 alle 19.
Aderisce al Sistema bibliotecario nord ovest. I servizi di rete all'interno del sistema bibliotecario CSBNO sono erogati dall'Azienda Speciale Consortile CSBNO, che ha recentemente modificato il significato del suo acronimo in Culture Socialità Biblioteche Network Operativo.

## Patrimonio
- Quantità complessiva documenti al 31/12/2019: 126.575
- Libri: 92.169
- Periodici: 94 testate
- Fondi storici e/o speciali del Centro Documentazione Storica: 6.000 immagini; 620 documenti digitalizzati acquisiti nel Registro delle Eredità immateriali della Lombardia; 800 libri sul tema del giardino e del paesaggio, di storia locale e nazionale; una copia originale del Trattato dell'Arte de' Giardini Inglesi di Ercole Silva.
- Risorse elettroniche (CD rom, CD musicali, DVD): 30.574.[5]

## Set di audiovisivi
Il regista Gianni Amelio vi ha girato alcune brevi scene del film L'intrepido e il cantante Caparezza vi ha girato alcune scene del videoclip Larsen.